# VV Juliana in het seizoen 1954/55
Het seizoen 1954/1955 was het eerste en enige jaar in het bestaan van de Kerkraadse betaaldvoetbalclub Juliana. De club kwam uit in de Eerste klasse D en eindigde daarin op de negende plaats. De competitie werd echter niet afgemaakt na de fusie tussen de KNVB en NBVB. Na het afgebroken seizoen fuseerde de club met Rapid '54 tot Rapid JC.

## Wedstrijdstatistieken

### Eerste klasse D(afgebroken)
|       | ADO | Bleijerheide | Brabantia | D.F.C. | Eindhoven | Emma  | Feijenoord | LONGA | MVV   | NOAD  | Sparta | SVV   |
| ----- | --- | ------------ | --------- | ------ | --------- | ----- | ---------- | ----- | ----- | ----- | ------ | ----- |
| Thuis | –   | 2 – 2        | –         | –      | –         | 1 – 3 | –          | –     | 2 – 0 | –     | 1 – 2  | 3 – 3 |
| Uit   | –   | –            | –         | –      | 2 – 3     | –     | 7 – 0      | 3 – 3 | –     | 0 – 1 | –      | –     |

## Statistieken Juliana 1954/1955

### Eindstand Juliana in de Nederlandse Eerste klasse D 1954 / 1955 (afgebroken)
| Stand | Gespeeld | Gewonnen | Gelijk | Verloren | Punten | Doelpunten voor | Doelpunten tegen |
| ----- | -------- | -------- | ------ | -------- | ------ | --------------- | ---------------- |
| 9e    | 9        | 3        | 3      | 3        | 9      | 16              | 22               |

### Topscorers
| Competitie (afgebroken) \| # \| Naam \| \| \| ------ \| ------------------- \| -- \| \| 1. \| Harrie van 't Hoofd \| 5 \| \| 2. \| Johan Adang \| 4 \| \| 3. \| Mat Loo \| 3 \| \| 4. \| Feyen \| 1 \| \| 4. \| Freije \| 1 \| \| 4. \| Hub Lenz \| 1 \| \| 4. \| Sef Timmermans \| 1 \| \| Totaal \| Totaal \| 16 \| |                     |      |
| # | Naam                | Goal |
| 1. | Harrie van 't Hoofd | 5    |
| 2. | Johan Adang         | 4    |
| 3. | Mat Loo             | 3    |
| 4. | Feyen               | 1    |
| 4. | Freije              | 1    |
| 4. | Hub Lenz            | 1    |
| 4. | Sef Timmermans      | 1    |
| Totaal | Totaal              | 16   |